# Bistrița (Siret)
Bistrica (također se naziva Bistrița Aurie ili Bistrița Moldoveană; mađ. Aranyos-Beszterce) je rijeka u rumunjskim regijama Maramureș, Bukovina i Moldavija (većim dijelom svoje dužine). Desna je pritoka rijeke Siret. Kod Chetrișa, blizu Bacăua, utječe u Siret. Njezin izvor je u planinama Rodna, u podnožju Gârgalău Peak. Protječe kroz okruge Bistrița-Năsăud, Suceava, Neamț i Bacău. Gradovi Vatra Dornei, Bicaz, Piatra Neamț, Roznov, Buhuși i Bacău leže duž rijeke Bistrița. Diljina joj je 283 km, a površina porječja je 7,039 km2.
Gornji tok je također poznat kao Bistrița Aurie (njem. Goldene Bistritz).

## Gradovi i sela
Sljedeći gradovi i sela nalaze se duž rijeke Bistrița, od izvora do ušća: Șesuri, Cârlibaba Nouă, Valea Stânei, Botoș, Ciocănești, Iacobeni, Argestru, Vatra Dornei, Cozănești, Ortoaia, Gheorghițeni, Rusca, Sunători, Chiril, Cojoci, Satu Mare, Crucea, Holda, Holdița, Broșteni, Lungeni, Frasin, Mădei, Pârâul Cârjei, Borca, Soci, Pârâul Pântei, Bușmei, Farcașa, Popești, Frumosu, Pârâul Fagului, Săvinești, Galu, Poiana Teiului, Topoliceni, Roșeni, Poiana Largului, Călugăreni, Bistricioara, Ceahlău, Chirițeni, Grozăvești, Buhalnița, Ruginești, Izvoru Alb, Bicaz, Capșa, Tarcău, Straja, Oanțu, Pângărați, Preluca, Vaduri, Viișoara, Agârcia, Doamna, Piatra Neamț, Văleni, Cut, Dumbrava Roșie, Brășăuți, Săvinești, Roznov, Șovoaia, Zănești, Ruseni, Podoleni, Rediu, Costișa, Frunzeni, Buhuși, Blăgești, Racova, Buda, Gura Văii, Gârlenii de Sus, Gârleni, Ite ști, Lilieci, Bacău, Galbeni .

## Pritoci
Sljedeće rijeke su pritoke rijeke Bistrița (od izvora do ušća): 
- Lijeve: Bârjaba, Vulcănescu, Mostim, Tinosu Mare, Iurescu, Bretila, Țibău, Cârlibaba, Afinetu, Valea Stânei, Andronic, Botoș, Gropăria, Oița, Brezuța, Fieru, Argestru, Chilia, Biliceni, Gheorghițeni, Rusca, Stâniș oara, Călinești, Frumușana, Izvorul Arseneasa, Colbu, Arama, Chiril, Cojoci, Fieru, Pârâul Fagului, Izvorul Casei, Leșu, Holda (ili Puzdra), Holtiț, Cotâr qla, Pietro, F -u, FOBASA ești, Hangu, Buhalnița, Potoci, Capșa, Pângărați, Pângărăcior, Valea Mare, Cuejdiu, Frăsinel, Cracău, Câlneș, Români, Lețcana, Racova, Valea Rea.
- Desne: Putreda, Tomnatecu Mare, Tomnatecu Mic, Bila, Lala, Rotunda, Izvorul Șes, Zacla, Valea Rusăi, Măgura, Fundoaia, Stânișoara, Valea Bâtcii, Izvorul Gândacului, Diaca, Humor, Scoruș, Pârâul Rece, Suhărzelu Mic, Suhărzelu Mare, Tisa, Ciotina, Haju, Dorna, Neagra, Arin, Cozănești, Ortoaia, Bolătău, Rusca, Oșoiu, Sunători, Valea Lutului, Izvoru Rău, Bârnărel, Pârâul Cornului, Cicul, Bârnaru, Căboaia, Neagra Broștenilor, Borca, Ste staklenka, Dreptul, Ruseni, Zahorna, Roșeni, Pârâul Duruitorilor, Bistricioara, Schit, Răpciunița, Țiflic, Valea Strâmtorilor, Izvorul Alb, Secu, Izvorul Muntelui, Coșușna, Bicaz, Crasnița, Crasna, Potoci, Tarcău, Oanțu, Secu Va duri, Agârcia, Doamna, Sasca, Calul, Iapa, Nechit, Poloboc, Dragova, Buda, Trebeș .